# Because of You (singel Gustapha)
Because of You – singel belgijskiego piosenkarza Gustapha, wydany cyfrowo 13 stycznia 2023 roku. Piosenkę napisali Stef Caers i Jaouad Alloul.
W 2023 roku utwór wziął udział do krajowych eliminacji do 67. Konkursu Piosenki Eurowizji. W odcinku Songclub utwór pokonał piosenkę „The Nail”, stając się finałową piosenkę Gustapha, z którym 14 stycznia 2023 zwyciężył w finale preselekcji, uzyskując tym samym prawo do reprezentowania Belgii w konkursie. Gustaph porównał obie piosenki, opisując je jako piosenki jako wezwanie do świętowania wolności i radości bycia sobą. Gustaph, który jest członkiem społeczności LGBTQ+, powiedział, że jego doświadczenia związane z byciem w społeczności i chęcią bycia sobą zainspirowały obie piosenki. Nazwał swój utwór „klubowym hymnem”. Do piosenki został zrealizowany teledysk, za którego reżyserię odpowiada Roen Lommelen. Premiera klipu odbyła się 10 marca 2023 roku na oficjalnym kanale konkursu w serwisie YouTube.

## Lista utworów
| Digital download / media strumieniowe | Digital download / media strumieniowe | Digital download / media strumieniowe |
| Nr                                    | Tytuł utworu                          | Długość                               |
| ------------------------------------- | ------------------------------------- | ------------------------------------- |
| 1.                                    | „Because of You”                      | 2:59                                  |